# Sebastião Neto Campos
Sebastião Netto Campos (Catalão, 1 de agosto de 1925) é um químico e político brasileiro.

## Vida
Filho de Lourival Álvares de Campos e de Felicidade Netto Campos, bacharelando-se em química industrial pela Universidade Federal do Paraná, em 1949. Casou com Egia Cury de Campos e tiveram três filhos.

## Empresário
Foi empresário do ramo da mineração do carvão em Criciúma, de 1950 a 1990.

## Carreira política
Foi deputado à Assembleia Legislativa de Santa Catarina na 6ª legislatura (1967 — 1971), na 7ª legislatura (1971 — 1975), como suplente convocado, na 8ª legislatura (1975 — 1979), e na 9ª legislatura (1979 — 1983), eleito pela Aliança Renovadora Nacional (ARENA).